# Grupo tático de batalhão

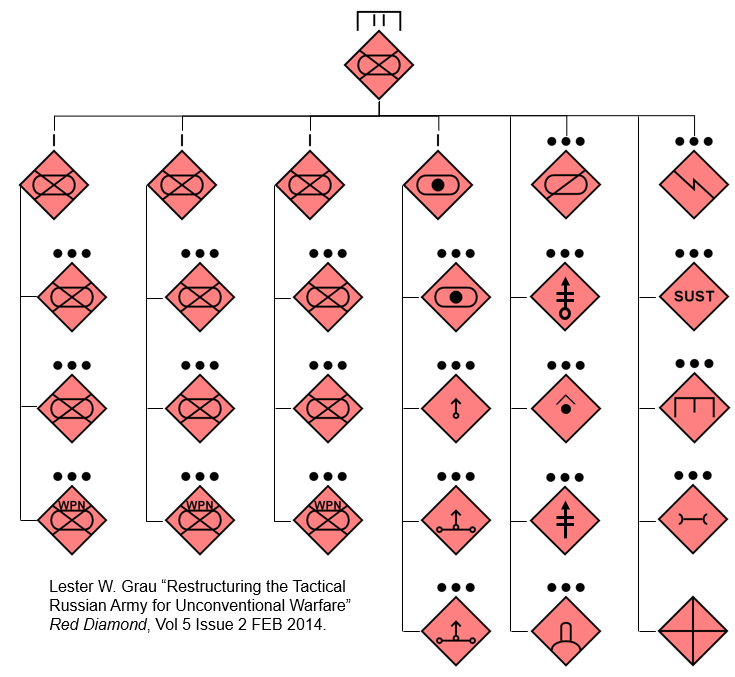
Estrutura padrão de um BTG russo

Um grupo tático de batalhão (em russo: Батальонная тактическая группа, batal'onnaya takticheskaya gruppa), abreviado como BTG, é uma unidade flexível de armas combinadas implantada pelas Forças Terrestres da Rússia que é mantida em um alto nível de prontidão. Um BTG normalmente é composto por um batalhão (tipicamente de infantaria mecanizada) de duas a quatro companhias reforçadas com unidades de defesa aérea, artilharia, engenharia e apoio logístico, formadas a partir de uma brigada de exército guarnecida. Uma companhia de tanques e artilharia de foguetes geralmente reforçam esses agrupamentos. Os BTG formaram a espinha dorsal da intervenção militar da Rússia na Ucrânia de 2013 a 2015, especialmente na guerra em Donbas.
Em agosto de 2021, o ministro da defesa da Rússia disse que o país tinha cerca de 170 BTG. Cada BTG tem aproximadamente 600-800 oficiais e soldados, dos quais cerca de 200 são soldados de infantaria, equipados com veículos que incluem aproximadamente 10 tanques e 40 veículos de combate de infantaria.:pp. 11–13
Uma concepção comum é que os BTG são uma formação fixa, mas na realidade têm uma composição flexível e são semelhantes ao Kampfgruppe alemão da Segunda Guerra Mundial, com unidades adicionadas para desempenhar um papel necessário e são o núcleo do Exército da Rússia.

## Vantagens e desvantagens
A combinação de diferentes sistemas de armas, incluindo os pesados, em um nível organizacional mais baixo, permite o lançamento mais fácil de bombardeios de artilharia pesada e os torna disponíveis para uso tático. Dessa forma, um BTG pode engajar unidades inimigas a uma distância maior do que outras formações que não possuem armas pesadas descentralizadas. Até dois BTG podem compor uma brigada no exército russo. Divisões e regimentos foram substituídos por brigadas.
No entanto, a relativa escassez de mão de obra básica do BTG (eles são implantados com cerca de 200 soldados de infantaria) significa que não são projetados para segurar posições, mas para infligir continuamente baixas ao inimigo enquanto permanecem móveis. Isso os torna dependentes de fuzileiros navais, tropas aerotransportadas e outras forças, como milícias paramilitares (milícias pró-russas na guerra do Donbass), para manter posições ou fornecer segurança nos flancos e retaguarda.:p. 3 Isso dito, trata-se de uma formação tática flexível e pode-se adicionar infantaria adicional conforme necessário ou disponível, de acordo com a missão requerida.
Pela lei russa, soldados recrutados não são permitidos de servir em BTG fora da Rússia. Fora da Rússia, as tropas de um BTG servem em caráter voluntário. A limitada mão de obra do BTG torna os comandantes menos propensos a se envolverem em combates urbanos do que um comandante de outras unidades militares. Como eles obtêm sua mão de obra e equipamento principalmente através do canibalismo de uma unidade maior, sua sustentabilidade em operações a longo prazo também é questionável.:pp. 11–13